# 1995年挪威火箭事件

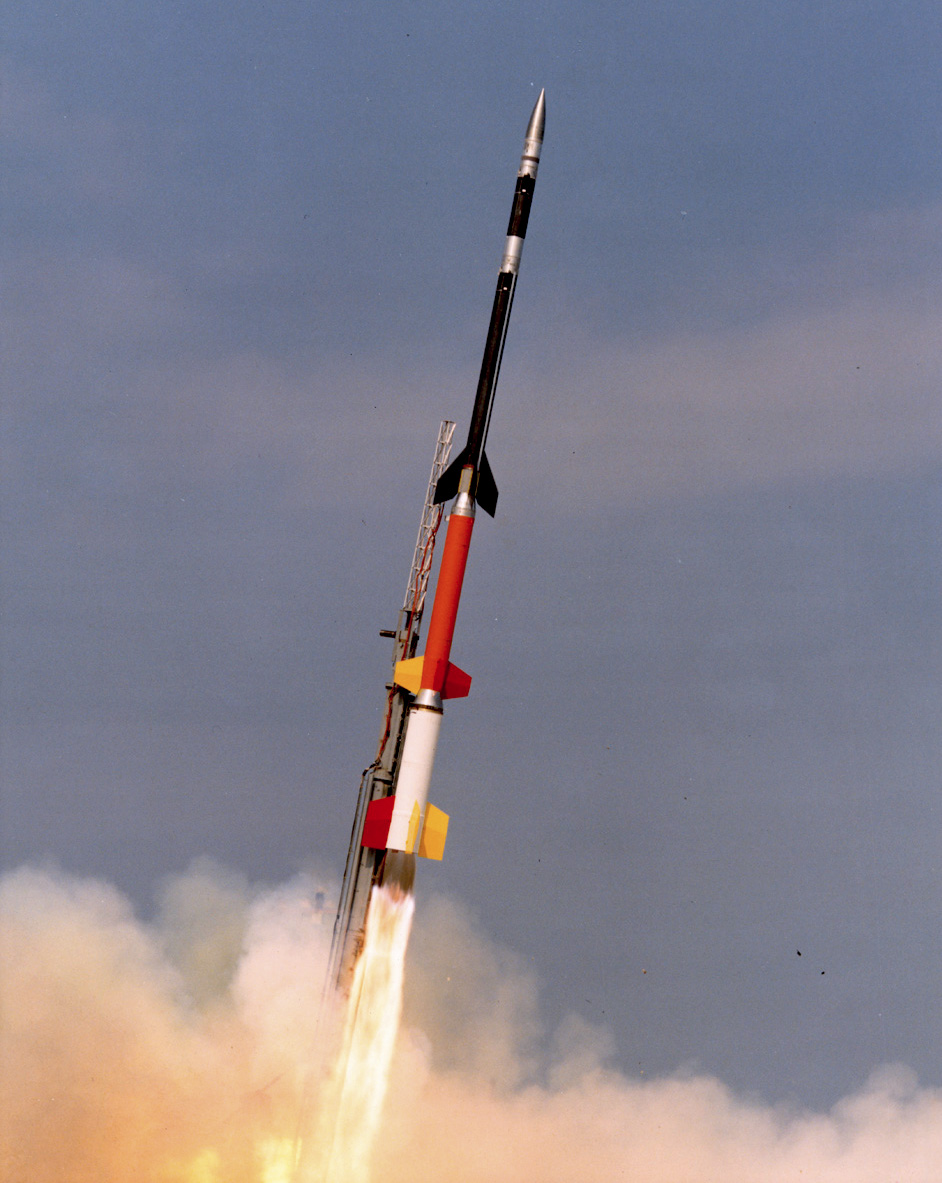
黑色布蘭特13

挪威火箭事件（英語：Norwegian rocket incident），又稱黑色布蘭特恐慌（Black Brant scare）。
1995年1月25日7時24分，挪威與美國的科學家於挪威安多亞火箭發射場，發射一枚名為黑色布蘭特13的多節探空火箭，上面裝載着科學儀器，用來研究斯瓦巴群島的極光。當火箭飛到1453公里（903英里）的高空時，因為火箭的速度與飛行模式與美國三叉戟飛彈相似，被俄羅斯摩爾曼斯克州的雷達誤判為美國海軍潛艇的三叉戟飛彈，而使得俄羅包括核潛艇等的相關防衛單位進入核戰戒備狀態，俄羅斯時任總統葉利欽接到警報後，開啟了核按鈕手提箱。俄羅斯預警雷達持續追蹤8分鐘後，探測出這枚「疑似導彈」的飛行方向並非俄羅斯，而是向西北方飛行，24分鐘後，這枚火箭在斯匹次卑爾根島墜毀。葉利欽隔天向媒體透露，這是俄羅斯首次啟用核公事包，他的手指有好幾分鐘都停留在啟動核武器攻擊程序的按鈕上。